# Каштак
Кашта́к (рос. Каштак) — селище у складі Томського району Томської області, Росія. Входить до складу Богашовського сільського поселення.

## Населення
Населення — 21 особа (2010; 11 у 2002).
Національний склад (станом на 2002 рік):
- росіяни — 100 %